# Rüttenen
Rüttenen é uma comuna da Suíça, situada no distrito de Lebern, no cantão de Soleura. Tem 8,80 km² de área e sua população em 2018 foi estimada em 1.462 habitantes.